# Prvački trofej 1997. (hokej na travi)
19. Prvački trofej se održao 1997. godine.

## Mjesto i vrijeme održavanja
Održao se od 11. do 19. listopada 1997.
Utakmice su se igrale na stadionu Pines Hockeyu australskom gradu Adelaideu.
Natjecanje je bilo proglašeno najjačim hokejaškim turnirom te godine i bilo je uvodom za SP u Utrechtu iduće godine.

## Sudionici
Sudjelovali su domaćin Australija, branitelj naslova Nizozemska, Njemačka, Pakistan, Španjolska i po prvi put je sudjelovala Južna Koreja.. 

### Nizozemska
```
Vratari

 
Guus Vogels
                 
HGC

 
Bart Looije
                 
Amsterdam

Obrana

 
Erik Jazet
                  
HC Bloemendaal

 
Bram Lomans
                 
HGC

 
Leo Klein Gebbink
           
Kampong

 
Sander van der Weide
        
Hockeyclub 's-Hertogenbosch

 
Wouter van Pelt
             
HDM

Vezni red
  
 
Danny Bree
                  
Pinoké

 
Jacques Brinkman
            
Amsterdam

 
Jeroen Delmee
               
Hockeyclub 's-Hertogenbosch

 
Sander van Heeswijk
         
Oranje Zwart

 
Stephan Veen
 ©              
HGC

Navala

 
Jaap-Derk Buma
              
HC Klein Zwitserland

 
Tycho van Meer
              
HGC

 
Marten Eikelboom
            
Amsterdam

 
Teun de Nooijer
             
HC Bloemendaal

 
Remco van Wijk
              
HC Bloemendaal

Trener:
                      
Roelant Oltmans

Pomoćni trener:
              
Maurits Hendriks
```

## Natjecateljski sustav
Igralo se po jednostrukom ligaškom sustavu. Za pobjedu se dobivalo 3 boda, za neriješeno 1 bod, a za poraz nijedan bod. 
Nakon ligaškog dijela, igralo se za poredak. Prvi i drugi na ljestvici su doigravali za zlatno odličje, treći i četvrti za brončano odličje, a peti i šesti na ljestvici za 5. i 6. mjesto. 6. je ispadao u niži natjecateljski razred.

## Rezultati prvog dijela
```
*1. kolo
*
11. studenog 1997.

* Australija - Španjolska           3:0    suci: 
 Henrik Ehlers, 
 Eduardo Ruiz
* Njemačka - Pakistan               4:1    suci: 
 Peter von Reth, 
 Sumesh Putra
* Nizozemska - J. Koreja            3:1    suci: 
 Santiago Deo, 
 Donald Prior

*2. kolo
*
12. studenog 1997.

* Španjolska - J. Koreja            6:2    suci: 
 Peter von Reth, 
 Murray Grime
* Nizozemska - Njemačka             2:2    suci: 
 Eduardo Ruiz, 
 Donald Prior
* Australija - Pakistan             5:3    suci: 
 Santiago Deo, 
 Klaus Peltzer
```

```
*3. kolo
*
14. studenog 1997.

* Australija - Njemačka             3:1    suci: 
 Henrik Ehlers, 
 Peter von Reth
* J. Koreja - Pakistan              3:1    suci: 
 Ravi Irugalbandara, 
 Donald Prior
*
15. studenog 1997.

* Nizozemska - Španjolska           2:5    suci: 
 Klaus Peltzer, 
 Eduardo Ruiz
```

```
*4. kolo
*
15. studenog 1997.

* Njemačka - J. Koreja              3:1    suci: 
 Sumesh Putra, 
 Murray Grime
*
16. studenog 1997.

* Španjolska - Pakistan             1:1    suci: 
 Henrik Ehlers, 
 Murray Grime
* Nizozemska - Australija           1:3    suci: 
 Sumesh Putra, 
 Santiago Deo
```

```
*5. kolo
*
18. studenog 1997.

* Njemačka - Španjolska             3:2    suci: 
 Donald Prior, 
 Peter von Reth
* Nizozemska - Pakistan             5:2    suci: 
 Klaus Peltzer, 
 Santiago Deo
* Australija - J. Koreja            6:1    suci: 
 Ravi Irugalbandara, 
 Eduardo Ruiz
```

### Poredak nakon prvog dijela
```
 1. 
 Australija        5      5     0     0     (19: 5)      
15

 2. 
 Njemačka          5      3     1     1     (12: 8)      
10

 
 3. 
 Španjolska        5      2     1     2     (14:11)      
7

 
 4. 
 Nizozemska        5      2     1     2     (13:13)      
7

 
 5. 
 J. Koreja         5      1     0     4     ( 8:19)      
3

 
 6. 
 Pakistan          5      0     1     4     ( 8:18)      
1
```

### Doigravanje
Susreti su se igrali 19. listopada 1997.
```
* 
za 5. mjesto

 Pakistan     -     
 J. Koreja  
6:2
     suci: 
 Klaus Peltzer, 
 Sumesh Putra

* 
za brončano odličje

 Španjolska    -    
 Nizozemska 
2:1
     suci: 
 Donald Prior, 
 Eduardo Ruiz

Victor Pujol
 10'       
Bram Lomans
 32'

Javier Arnau
 64'

* 
za zlatno odličje

 Njemačka     -     
 Australija 
3:2
     suci: 
 Santiago Deo, 
 Peter von Reth
Susret je otišao u produžetke. 

Christoph Beckmann
     
Daniel Sproule
 31'
7',37',74'             
Stephen John Davies
 52'
```

Njemačka je pobijedila Australiju u susretu završnice koji je odigran u žestokom ritmu. Susret se odigrao pred 10 tisuća gledatelja na stadionu Pines. Pokazalo se da unatoč velikoj potpori domaćeg gledateljstva Australija nije mogla zadržati svoju formu iz prvog dijela natjecanja u kojoj je svladala sve protivnike.
Pokazalo se da susret neće biti riješen prije kraja. Australci su pred kraj susreta iznudili dva kaznena udarca iz kuta koja nisu uspjeli iskoristiti. Nakon što je utakmica završila neriješeno, igrao se produžetak "tko prije dâ gol". Njemački napadač Christoph Bechmann je postigao taj pogodak koji je odlučio pobjednika u 4. minuti prvog produžetka.

## Završni poredak
| Mj. | Momčad     |
| --- | ---------- |
| 1.  | Njemačka   |
| 2.  | Australija |
| 3.  | Španjolska |
| 4.  | Nizozemska |
| 5.  | Pakistan   |
| 6.  | J. Koreja  |

| Pobjednici             |
| ---------------------- |
| Njemačka Sedmi naslov* |

- uključeni i naslovi osvojeni kao SR Njemačka

## Najbolji sudionici
| Najbolji strijelac        | Najbolji igrač   |
| ------------------------- | ---------------- |
| Javier Arnau (8 pogodaka) | David Wansbrough |